# サウス・ストリーム
サウス・ストリーム（ロシア語: Южный Поток, ブルガリア語: Южен поток, クロアチア語: Južni tok, スロベニア語: južni tok, セルビア語: Jужни ток/Južni tok, ハンガリー語: Déli Áramlat）は、ウクライナを回避してロシアから欧州へ天然ガスを輸送するパイプライン。
2000年代後半からガス供給を巡って度々起きたロシア・ウクライナガス紛争の影響を回避するため、ロシアから黒海およびブルガリアを経由してギリシャ・イタリア・オーストリアへと、ウクライナを迂回する形でルートが設定された。パイプライン建設開始は2013年、ガス供給開始は2015年を予定しており、同じく計画中のナブッコ・パイプラインとは競争関係にある。ナブッコ・パイプラインがルートのみならず供給源もロシア以外に求める計画であることから、サウス・ストリーム計画はロシアが「ナブッコ・パイプライン計画を阻止するプラン」ともいわれる。
2014年クリミア危機の影響により、プロジェクトの先行きを不安視する声がある。2014年12月1日、ロシアのプーチン大統領は、トルコの首都アンカラでエルドアン大統領と会談後に記者会見し、東欧に向かう天然ガスパイプライン計画「サウスストリーム」を中止すると表明した。これにより計画は中止となり、ガスパイプラインはトルコに方向転換されることになる。
当初ターキッシュストリームと呼ばれたロシア・トルコ間海底パイプライン計画はトルコストリーム（TurkStream）と名を変え、2017年に着工、2020年に開通し、ロシアのガスをトルコへ、さらに東欧へと送り始めている。サウスストリームのライバルであったナブッコ・パイプラインも中止され、その代わりにアナトリア横断パイプライン（TANAP）が2018年に開通し、カスピ海の天然ガスをトルコへ、さらに東欧およびイタリア半島（アドリア海横断パイプライン、TAP）へと送っている。

## 沿革

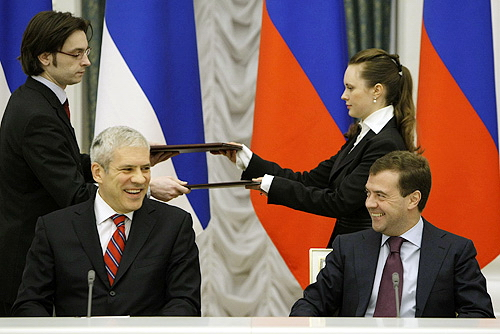
2008年12月、サウスストリーム建設計画に調印したセルビア・ボリス・タディッチ大統領とロシアメドヴェージェフ大統領。

2007年6月23日、黒海を経由してロシアと欧州をつなぐ新たなパイプライン「サウス・ストリーム」建設計画が公表され、ローマで開かれた会議でイタリアのエネルギー企業Eniのパオロ・スカローニCEOとロシア・ガスプロムのアレクサンドル・メドヴェージェフ副社長がサウス・ストリーム計画の了解覚書に署名した。2007年11月22日、ガスプロムとEniはモスクワでプロジェクトのマーケティング調査および技術面での実行可能性調査のため共同事業会社を立ち上げることに合意する文書に署名した。これにより、2008年1月18日、ガスプロムとEniが株式を対等に保持する合弁企業「サウス・ストリームAG」社がスイスに設立された。
また、ロシアとブルガリアは、ブルガリアの本プロジェクトへの参入についての仮契約に2008年1月18日に署名した。これは、ロシア・ブルガリア対等の合弁企業を設立し、同社がパイプラインのブルガリア通過部分の運営を行うという内容で、ブルガリア議会で2008年7月25日に可決された。ロシアとセルビアとの間の最初の契約は、サウス・ストリームプロジェクトが公表される前に署名されている。2006年12月20日、ガスプロムとセルビアの国営ガス会社セルビアガスはブルガリアからセルビアへのガスパイプライン建設の調査を行うことで合意した。その後ロシアとセルビアは、2008年1月25日に、サウス・ストリームの北側のパイプラインはセルビア領内を経由させること、およびパイプラインのセルビア通過部分とセルビアのバナツキ・ドヴォル近郊の巨大ガス貯蔵施設を建設する合弁企業を設立することで合意した。また同日、ロシア・ハンガリー間ではパイプラインのハンガリー通過部分を運営する合弁企業を対等な関係で設立することにも合意している。2008年4月29日には、ロシアとギリシャの間で、サウス・ストリームのギリシャ通過部分の建設と運営につき協力するとの政府間合意に達したことが発表された。
2009年5月15日、黒海沿岸の都市ソチでロシア・プーチン首相とイタリア・ベルルスコーニ首相立ち会いのもと、ロシア、イタリア、ブルガリア、セルビア、ギリシャのガス企業がサウス・ストリーム・パイプライン建設合意書に署名した。2009年8月6日には、プーチン首相とトルコのエルドアン首相が、ベルルスコーニ首相立ち会いの下、サウス・ストリーム・パイプラインがトルコ領海内を通過するとの議定書に署名した。2009年11月14日、モスクワでのプーチン首相とスロベニアのボルト・パホル首相との会談後、ロシア・セルゲイ・シマトコエネルギー相とスロベニアのマテイ・ラホウニク（Matej Lahovnik）経済相はパイプラインの一部がスロベニアを経由してイタリア北部に至るものとする条件に合意した。
2009年11月17日、ロシア・ガスプロム社とセルビア・セルビアガス社は、2008年はじめの2国間合意に基づき、スイス・ベルンにサウス・ストリーム・セルビアAG社を設立した。この会社はプロジェクトのセルビア通過部分の技術的実行可能性を調査する会社であり、調査後投資内容に関してガスプロム・セルビアガス間で合意に達した場合は、セルビアでのパイプラインの設計、資金調達、建設および運営にあたる合弁会社が新たに設立される。
2010年3月2日、ロシア・エネルギー相セルゲイ・シマトコとクロアチアのジュロー・ポピヤチュ（Djuro Popijac）経済・労働・中小企業相は、クロアチアのヤドランカ・コソル首相とプーチン首相の立ち会いの下、サウス・ストリームのクロアチア通過部分の建設に合意する文書に署名した。
2010年6月19日、ガスプロム、Eni、およびフランス電力（EDF）は、EDFがプロジェクトに参加することを確認する共同プレスリリースを発表した。
2011年3月21日、スロベニアとロシアは合弁企業サウス・ストリーム・スロベニア社を設立することで合意した。これによりスロベニアを経由するルートがより現実味を帯びることとなった。

## ルート

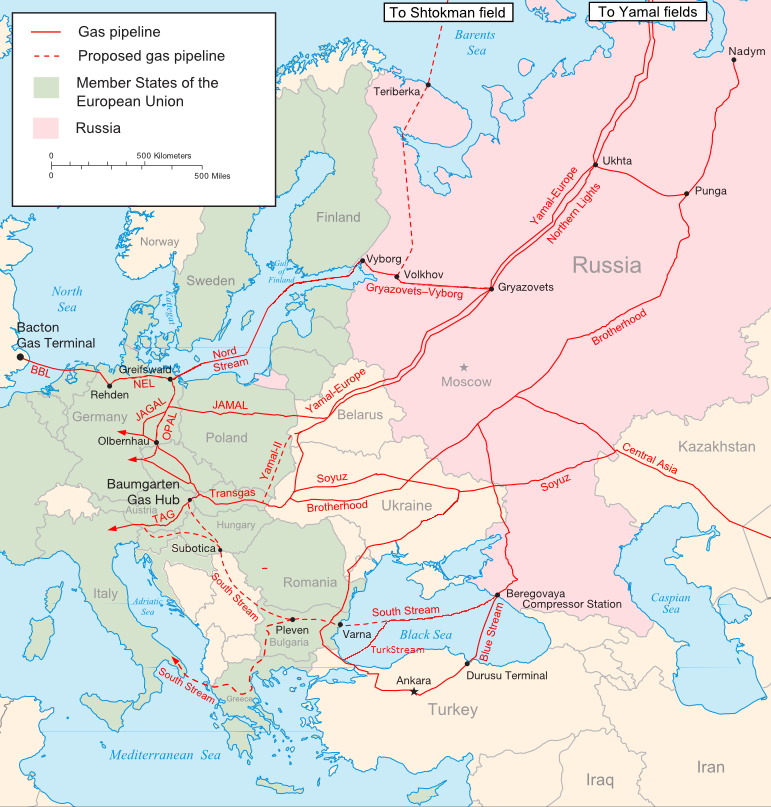
ロシアから欧州への、現在稼働中及び計画中の主要天然ガスパイプライン。

サウスストリーム・パイプラインのロシア側陸上部分は、ロシア・ニジニ・ノヴゴロド州ポチンキ村（Починки）にあるガス・ステーションから黒海東岸・ロシア・クラスノダール地方の町ジュブガ（Джубга）にあるベレゴヴァヤ・ガスステーションまでである。このベレゴヴァヤから、全長900kmの黒海海底パイプラインを通して黒海西岸ブルガリアの都市ヴァルナへと通ずる。ロシア・ウクライナ間のガス争議のため、パイプラインはウクライナの排他的経済水域を迂回しトルコ領海内を通る。国連海洋法条約によると、こうしたパイプラインを大陸棚へ敷設する際のコース抽出は、沿岸各国の承認を得られるかどうか次第である。
サウス・ストリーム・パイプラインの当初の計画では、既存のパイプラインとは別に新たなパイプラインを作る計画であったが、ガスプロム社は、ブルガリアではブルガリア国内に現存するパイプライン網を使用することを希望した。だが、2009年4月、プーチン首相はブルガリアの要求を汲み、既存のものとは別に新たなパイプラインを建設することとなった。なおブルガリア領内ではヴァルナからはプレヴェンに輸送され、そこから南西ルート、つまりギリシャ・イオニア海沿岸からイタリアへと通じる計画である。なおギリシャは、サウスストリームからトルコ・ギリシャ・イタリアパイプライン（Greece–Italy pipeline）にガスを供給する案を提示している。サウスストリーム北西部は、ブルガリア・プレヴェンからセルビアに通じる。セルビアでは、ザイェチャル、ベオグラード、スボティツァを経由し、スボティツァからはハンガリーを経由してオーストリアへと通じ、オーストリア・バウムガルテンを終点とする支線が計画されている。その他に、ハンガリーとスロベニアからイタリア北部にガスを供給するため、イタリアとの国境に近いオーストリア・アルノルトシュタインへの支線が計画されている。一方で、ハンガリーの代りにクロアチアを通るようにルートを変更する案も考慮されている。セルビアガス社も、サウスストリームからボスニア・ヘルツェゴビナのバニャ・ルカとサラエボへの支線（容量12億立方メートル・長さ480km）をサヴァ川沿いに建設する計画である。

## パイプライン概要
サウス・ストリームのオフショアパイプラインの天然ガス年間輸送量は630億立方メートルを計画しており、パイプラインのセルビア、ハンガリー、スロベニア通過部分の輸送量は、少なくとも年100億立方メートルを予定している。また、少なくとも二つのガス貯蔵施設が建設されているが、そのうちハンガリーには最低10億立方メートルの容量の地下貯蔵施設が、セルビアのバナツキ・ドヴォルには同じく32億立方メートルの貯蔵施設を建設する予定である。ハンガリーの石油ガス会社MOL社（MOL）は、ベーケーシュ県・Pusztaföldvár村にある天然ガス田跡を90億立方メートル分のガス貯蔵施設として申し入れ、さらに西ハンガリーにある使われなくなったガスパイプラインをセルビア・オーストリア間を結ぶパイプラインとして提供する準備がある。もしサウス・ストリームがオーストリア国内を通過せずスロヴェニア国内を通る場合、MOL社はオーストリア・バウムガルトナーにある切替ポイントをハンガリー・VárosföldにあるMOL社保有の同施設と交換する予定である。英メルローズ・リソーシズ（Melrose Resources）社は、ブルガリアのガラタ・オフショア・ガス採掘施設を2009年までに内容量17億立方メートルのガス貯蔵施設に作りかえる計画である。サウス・ストリームは独ウィンガス社（Wingas）の保有する中央ヨーロッパで2番目に大きいハイダフ貯蔵施設（Haidach gas storage）につなげられるのではという指摘もある。オフショア（海底）部分の建設実行可能性についてはEni社の子会社サイペン（Saipem）社が行い、調査は2009年中に終了する予定である。パイプライン建設は2010年に開始され、工事は2015年12月31日までに完了する予定である。またセルビアへの延長分工事は2012年開始の予定である。パイプラインの総工費は190億〜240億ユーロと見込まれているが、これにはオフショア部分の建設費86億ユーロも含まれている。オンショア（陸上）部分の工費は、実際のパイプライン敷設ルート次第であるが、例えばハンガリー通過部分でも20億ドルと公表されている 。
オフショア部分で使われるパイプには27.73メガパスカル (4,022 psi)の圧力に耐えうる非常に径の大きなものが使用され、そのパイプの肉厚は39ミリメートル (1.5 in)にもなる。

## プロジェクト参加企業
サウス・ストリーム・パイプラインの建設・運営には複数の企業が参画している。パイプラインのオフショア（黒海海底）部分の建設・運営はガスプロムとEniの合弁企業であり、2008年1月18日スイス・ツークに資本金10万スイス・フランで設立されたサウス・ストリームAG社が請け負う。サウス・ストリームAG社の代表には、オランダの天然ガス輸送設備会社ガスニー（Gasunie）社の元CEOマルセル・クラマーが就任した。またフランス電力（Electricite de France）はサウス・ストリームAG社株の少なくとも10%を保有する。
パイプラインのブルガリア部分の建設・運営は、2010年11月までに設立予定のガスプロムとブルガルガスの合弁会社が、セルビア部分はガスプロムとセルビアガスの合弁企業が其々請け負う予定である。ハンガリー部分に関しては、ガスプロムとMOL社の合弁企業 SEP Co.社からハンガリー部分の調査結果を引き継いだ、ガスプロムとハンガリー国立ハンガリー開発銀行の対等合弁企業によって建設・運営される。スロベニア部分はガスプロムとスロベニア・Geoplin Plinovodi社の対等合弁企業が建設・運営にあたる。またクロアチア部分も同じくロシア・クロアチア間の対等合弁企業が設立される予定である。

## 関連事項

### ナブッコ・パイプライン・プロジェクト

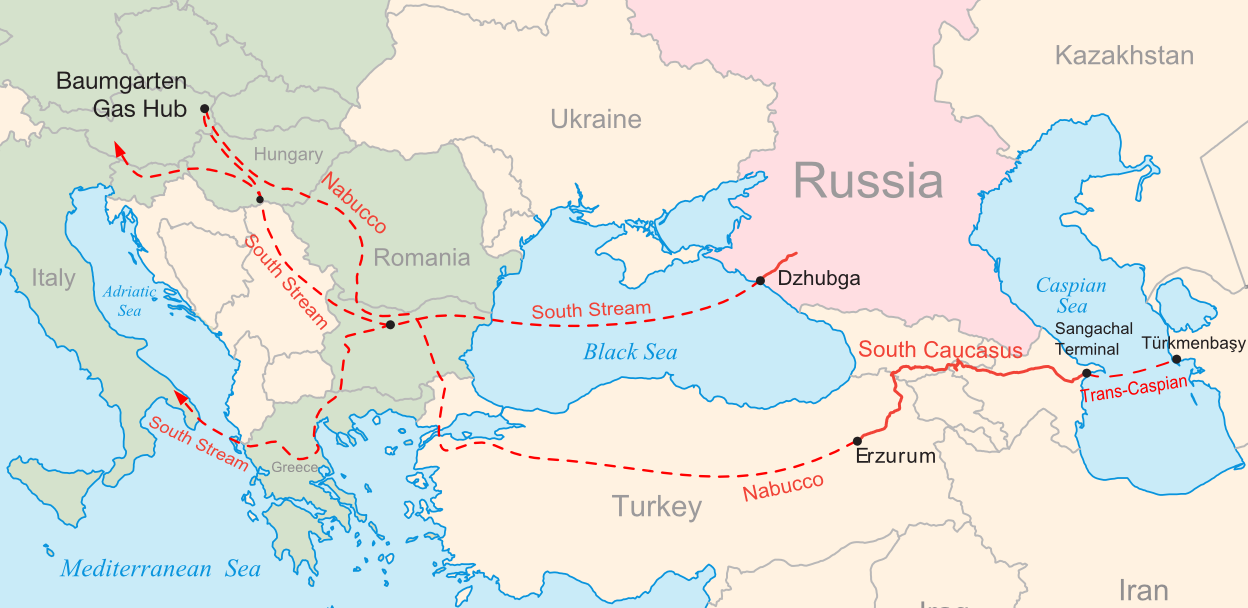
ナブッコ・パイプラインとサウス・ストリーム

サウス・ストリーム計画は、同じく計画中のナブッコ・パイプラインのライバルプロジェクトとみなされている。ナブッコの総工費は約120億〜150億ユーロとみられるため、およそ倍の費用がかかるサウス・ストリーム計画の実現可能性を疑う声もある。
サウス・ストリーム計画は、ナブッコに対して同地域におけるロシアの存在感を高めるための政治的プロジェクトであるとする専門家もいる。
2008年2月25日、ハンガリーを訪問中であったロシア・メドヴェージェフ第一副首相（当時 - 2008年5月から大統領）は、ハンガリー・フェレンツ首相（当時）との会談でサウス・ストリームとカスピ海（アゼルバイジャン）のガスをトルコ経由で南欧・中欧に送るナブッコパイプラインは両立し得るものであることを確認し、「サウス・ストリームはナブッコに悪影響を及ぼさない。それはナブッコがサウス・ストリームに否定的な影響を与えないのと同じことだ」と述べた。
2010年3月10日、Eniのパオロ・スカローニCEOは、「投資額と運営コストを減らし、収入を増やすため」ナブッコとサウス・ストリームを統合する案を表明した。だがロシアのセルゲイ・シマトコエネルギー相は「サウスストリームはナブッコより競争力がある」、「ナブッコとサウス・ストリームは競争関係になり得ない」として、スカローニ案を取り下げた。またナブッコのパートナーであるオーストリアのOMV社は、両プロジェクトを統合する議論はなされていないと述べている。

### ウクライナとのガス紛争
サウス・ストリームは、これまでウクライナを経由して輸送されていたガスの一部を、欧州向けに新たなガス供給源を提示する代りにウクライナを迂回させる計画とみられていた。一方で、サウスストリームの海底敷設分の大部分はウクライナの大陸棚上に敷設されるものと予想されていた。ウクライナがプロジェクトに待ったをかける機会は限られているが、少なくともパイプラインをウクライナの大陸棚に敷設する際には、大規模な環境影響調査・評価とウクライナ当局からの環境面での許可が必要になる。このため、ウクライナがサウス・ストリームへの建設許可を出すのと引き換えに、ジョージアからウクライナへのパイプライン「ホワイト・ストリーム（White Stream）」建設にロシアが許可を出すとの憶測もあったが、結局パイプラインはウクライナの排他的経済水域を迂回するためトルコの排他的経済水域内を通る様にルート変更された。2009年11月初頭、ロシア・プーチン首相はオーストリア首相ヴェルナー・ファイマンとの会談の席上で、料金を払わず欧州向けのガスを繰り返し国内用に転用しているとしてウクライナを非難し、「ガス輸送のパートナーであるウクライナが、契約上の義務を果たしてくれるものと大いに期待している」と述べて、あらためてサウス・ストリーム計画を支持する姿勢を表明した。

### 伊プローディ元首相への会長就任提案
イタリアの首相ロマーノ・プローディは、2008年2月の首相辞任前ガスプロムからサウス・ストリームAG社の会長職につくようオファーを受けたが、辞退している。この動きはノルド・ストリームAG社（ノルド・ストリームパイプラインの建設コンソーシアム）の会長職に独シュレーダー元首相が就任した件に比較された。
プローディの広報担当者によると「（ガスプロムは）プローディを大いに褒めそやしたが、プローディはイタリア政界引退後はゆっくり考え事をする時間が欲しいと繰り返し固辞した。」。